# Plecturocebus miltoni
Plecturocebus miltoni (лат.) — вид приматов из семейства саковых.

## Классификация
Был обнаружен в 2011 году Хулио Дельпонте и выделен в качестве отдельного вида Callicebus miltoni в 2014 году. В 2016 году по результатам молекулярно-генетических исследований Byrne с коллегами перенесли его в род Plecturocebus.
Видовое название дано в честь доктора Милтона Тьяго де Мелло, как дань уважения к учёному, посвятившему свою жизнь изучению и развитию приматологии в Южной Америке.

## Описание
Имеет ряд морфологических черт, отличающих его от других представителей рода Plecturocebus, среди них светло-серая полоса на лбу, тёмно-охровые бакенбарды и горло, тёмно-серое туловище и оранжевый хвост.

## Распространение
Встречается в тропических джунглях центральной части Южной Америки, являясь эндемиком бассейна Амазонки в Бразилия. Ареал ограничен слиянием рек Рузвельт и Арипуана с одной стороны и рекой Гуариба с другой (юг штата Амазонас и запад штата Мату-Гросу).

## Образ жизни
Дневной древесный примат, предпочитает густые первичные леса рядом с источниками воды. Замечен питающимся фруктами родов Inga, Cecropia и вида Theobroma speciosum.